# Héctor Águila
Héctor Daniel Águila Serpa (Castro, Chile, 21 de julio de 1979), exfutbolista chileno. Jugaba de mediocampista de contención y actualmente es Director Técnico de Cadetes de Deportes Puerto Montt.             
Desarrolló su carrera en clubes de su país y en México.

## Carrera
Inició su carrera futbolística en el fútbol amateur, específicamente en Castro.
Salió campeón Nacional Amateur el año 2002 con Castro,  después de eso se fue a probar a fines del año 2002 a Deportes Puerto Montt, en donde quedó en el primer equipo, y comenzó a jugar profesionalmente en el año 2003.
Cuando comenzó a jugar profesionalmente, no le fue fácil, porque era suplente, pero con el correr del tiempo se fue afianzando en el equipo, llegando a ser titular indiscutido con Luis Guajardo en la contención de Deportes Puerto Montt.
Se destaca por su fuerza en la marca.
A comienzos del año 2007 llegó a sonar en equipos como Deportivo Ñublense y Deportes Antofagasta, pero finalmente se quedó en Deportes Puerto Montt.
Tuvo un paso por el fútbol extranjero por el club Tiburones Rojos de Veracruz jugando en su equipo filial, gracias a una gestión del seleccionado chileno Héctor Mancilla
En el 2009 firmó con el club Deportes Concepción de la segunda división de Chile siendo este su último club profesional.
A principios de julio de 2017 y después de muchas conversaciones, se hace cargo de los sub-17 y 19 de Deportes Puerto Montt.

## Clubes
| Club                             | País   | Año       |
| -------------------------------- | ------ | --------- |
| Ñublense                         | Chile  | 2000-2001 |
| Deportes Puerto Montt            | Chile  | 2003-2008 |
| Tiburones Rojos de Coatzacoalcos | México | 2008      |
| Deportes Concepción              | Chile  | 2009      |